# 維澳蓮運
維澳蓮運公共運輸股份有限公司 （葡萄牙語：Sociedade de Transportes Públicos Reolian, SA；簡稱維澳蓮運及Reolian）是澳門一家已被法院宣佈破產，並結束營運的巴士公司，其自2011年8月1日起成為澳門第三間且經營最多路線的營運巴士公司。維澳蓮運拥有全澳門38.5%的巴士路線，使用245輛巴士以營運獲澳門政府批給的27條巴士路線。
根據交通事務局公佈數據顯示，維澳蓮運的投訴率及意外率為澳門三間巴士服務公司中最高；另外據澳門日報報導，市民最不滿的巴士公司亦是維澳蓮運。時任交通事務局汪雲接受訪問時表示，由於維澳蓮運服務一直沒有改善，進度未如理想，決定繼續暫停維澳蓮運調升服務費的行政程序。
維澳蓮運於2013年10月1日晚上11時發出公開聲明，宣佈已正式申請破產，並於同年12月4日，被法院宣佈破產，進入清盤程序。政府於10月2日宣佈，以接管形式維持維澳蓮運的營運，為期9個月。新時代公共汽車已在2014年7月1日全面接手維澳蓮運之服務，直至2018年8月1日，新時代合併入澳巴，所有路線及車隊全面交由澳巴營運。

## 公司簡介
維澳蓮運公共運輸股份有限公司是由法國威立雅交通-巴黎大眾運輸公司及澳門殷理基集團有限公司合資的公司。威立雅交通-巴黎大眾運輸的公司總部位於法國，在30個國家及地區提供地鐵、的士、巴士、穿梭巴士等公共交通服務，當中包括營運香港電車及南京的巴士服務。
維澳蓮運維修中心於2013年1月獲OHSAS 18001職業健康安全管理體系標準認證，成為了本澳首家獲得該項國際認證的公交企業。
維澳蓮運公共運輸股份有限公司的「維澳蓮運」四字分別代表「維繫」、「澳門」、「蓮花」及「運輸」；其公司標誌以蓮花為標誌及綠色作主調，以體現環保概念，而服務宗旨是為「使澳門發展得更美好」。

## 歷史
澳門的道路集體客運公共服務批給合同（即巴士服務服務批給合同）於2009年9月23日起接受投標；維澳蓮運公共運輸股份有限公司於截標日（即11月24日）澳門時間下午3時許向交通事務局提交標書競投澳門公共巴士服務，成為首家遞交標書競投的公司。2010年3月中旬，有澳門的葡文傳媒報道交通事務局擬把巴士服務批給至新福利和維澳蓮運，而維澳蓮運在五組批給標段的巴士路線中佔三組標段。由於澳巴逾期遞交標書而提出訴訟被拖延，當局最後以「保障公共利益」為理由而於同年8月19日宣布採用局部判給及直接磋商形式向維澳蓮運批給兩個標段，兩個標段的合約期為七年。
維澳蓮運於2010年11月7日假澳門坊眾學校首次展示公司標誌；並於同日舉行首階段招聘，招請30個工種合共55個職位；但維澳蓮運於11月9日表示招聘情況不太理想而不排除向澳門政府申請輸入外地僱員。同月13日在其公司總部進行第二次招聘日，但只有34人登記。同月29日，維澳蓮運的官方網頁開始運作及對外開放以方便其招聘工作。
維澳蓮運於2011年8月1日起投入營運，營運首週已受到乘客及網民大為不滿。原屬新福利的1、3、3A、MT2線以及原屬澳巴的MT1線轉由維澳蓮運營運後班次相對疏落，安排混亂，發車嚴重延遲。8月2日交通事務局委託新福利代為加開班次作支援之用，在這段時間，新福利的車輛將再次行走1、3等路線。8月3日交通事務局再委託澳巴代為加開班次作支援MT1以及MT2線。在8月1日至27日， 因人手不足，所有巴士班次調疏，並且暫停營運10X路線。根據交通事務局公佈數據顯示，維澳蓮運在投訴率及意外率，為本澳三間巴士服務公司中最高。另外，根據澳門日報報導，市民最不滿的巴士公司亦是維澳蓮運。
可惜維澳蓮運提供的服務未能達到政府以及市民的期望，當中首推其所引進的宇通小型巴士故障頻頻，而且設計落後未能適應澳門營運環境。另外，維澳蓮運當時購入的巴士中，最大型的型號只長十點五米，在行走3及10號等主幹路線時候，難以應付龐大的客流量。一切種種都令往後時間，維澳蓮運成為三間巴士公司評分最低的公司。
2011年至2013年，維澳蓮運接連發生多宗大小事故，引起社會各界人士關注。其中維澳蓮運旗下多輛「宇通」小巴於行駛途中拋錨，需要勞動警察及市民協助推車，事件被目擊市民拍下，在互聯網上引起廣泛討論，有網民引用一內地網站文章，指出內地人稱呼與維澳蓮運同款小巴為「村村通」，令人覺得新公司只隨意引入大批落後村巴服務澳門市民致意外頻生。維澳蓮運亦懷疑虛報已聘請員工的數量及經驗不足，令新營運模式推行首天便出現班次大混亂的情況。更懷疑未對新員工作出適當培訓，以致出現維澳蓮運車長拒載傷殘乘客及與乘客爭執的事件。為此，澳門市民對於新公司的服務大為不滿，形容新公司比以往以服務差劣見稱的澳巴更不濟，更質疑為何交通事務局容許一間新公司以最低的投標價錢投得澳門大部分主要路線，事故發生後又多次包庇維澳蓮運。維澳蓮運事後解釋，由於新巴士來澳後車內電腦未作出適當調校便投入服務，令巴士出現「水土不服」而接連發生拋錨事故，並表示已對有關的巴士作出調校。維澳蓮運亦表示會加強對員工的培訓，以確保巴士服務的質素。對於新巴士模式運作超過半年，市民對新巴士公司達到忍無可忍的地步，但交通事務局一次又一次地包庇維澳蓮運。
維澳蓮運於2013年10月1日晚上公開宣佈正式破產，表示主要因為有外在不可控制的情況，以及員工的工資成本比預期高，令維澳蓮運已累計虧損至少1.2億澳門元和每月最少虧蝕600萬澳門元。由2013年10月2日起，由交通事務局以接管方式維持營運，為期六個月。
2013年12月4日，在維澳蓮運債權人大會上，終審法院院長辦公室發新聞稿表示，會上確認有45項債權，由於維澳蓮運和各債權人均沒有提交和解建議，也沒有債權人提出設立任何有限公司以繼續維澳蓮運的商業運作建議，法官宣告維澳蓮運正式破產。
交通事務局副局長鄭岳威稱，正積極跟進相關破產工作，會按法律程序處理，他不評論法院處理包括巴士等維澳蓮運資產的安排，指出當局現時能夠依法繼續使用相關巴士及員工，鄭岳威稱︰“維澳巴士保證明天還在開”。
對於維澳蓮運資產一旦被凍結，以及當局接管相關巴士服務半年後的安排，鄭岳威指已經有後續方案，暫時不便透露，亦沒有回應是否重新招標，只稱有進一步消息會公布，重申現時首要保障巴士服務不受影響，以及員工的權益。
政府公報刊登行政長官於5月30日發出之《第26/2014號行政命令》，授予時任運輸工務司司長劉仕堯一切所需權力，以立約人身份，代表澳門特別行政區與澳門新時代公共汽車股份有限公司簽署有關道路集體客運公共服務——第二標段及第五標段批給合同的公證合同。維澳蓮運已在7月1日正式結束服務，由澳門新時代公共汽車股份有限公司取代。

## 維澳蓮運營運路線

### 澳門半島區內線
| 路線號 | 路線號 | 路線號    | 路線號 | 路線號     |
| ------ | ------ | --------- | ------ | ---------- |
| 1      | 3      | 3A        | 3X     | 8          |
| 8A     | 10     | 10A(現60) | 10B    | 10X        |
| 18     | 23     | 27        | 28B    | 28BX(現29) |
| H1     |        |           |        |            |

### 澳門半島往返離島線／離島區內線
| 路線號 | 路線號 | 路線號     | 路線號 | 路線號 |
| ------ | ------ | ---------- | ------ | ------ |
| 11     | 21A    | 28A        | 30     | 35     |
| 36     | 50     | 50X(現50B) | MT1    | MT2    |

### 節日或指定日子特別線
| 路線號    | 路線號 | 路線號 | 路線號 | 路線號 |
| --------- | ------ | ------ | ------ | ------ |
| 31(現31T) |        |        |        |        |

維澳蓮運經營2份標書中合共27條澳門巴士路線（包括繁忙時間、節日或指定日子特別路線），佔全澳門38.5%的巴士路線。

## 維澳蓮運車隊
- 維澳蓮運車隊共有245輛巴士，全部都是購自中國内地的全新巴士「宇通客車」；而相關巴士都是達到歐盟3级的排放標準，已於2011年4月至7月間陸續運抵澳門。巴士車身以綠色為主色，以反映澳門特色及體現着維澳蓮運的價值觀；巴士內部配備空調、LED顯示屏及上落巴士的兩扇車門、自動傳動裝置、全球定位系統等設施，而車門感應器到2012年3月中旬才安裝。而維澳蓮運官方資料指車隊中3成巴士為低地台巴士，以方便長者及殘障人士乘搭，但換句話說即有7成巴士為低入口巴士及普通地台巴士，特別是行駛山頂醫院專線的H1路線（維澳蓮運小巴路線之一）為人垢病，巴士車內空間太窄，巴士入口踏步很高，由車廂地台至地面相差達80厘米，長者上下車都非常吃力，舉步為艱[30]。但2012年5月開始，維澳蓮運針對小巴設備進行改善，首階段三部行駛H1路線的小巴完成改造，包括：加寬前、後車門上落梯級、增設上落扶手、移除車廂尾部一座位及於車尾加裝落車提示燈。[31][32][33]

- 除此之外，維澳蓮運亦向內地名牌「青年汽車」訂購三批不同長度的巴士，新車已於2011年11月起陸續抵澳，預計將於翌年投入服務。值得一提的是，「青年」巴士抵澳前，坊間曾傳出維澳蓮運「撻訂」該批巴士，而轉投口碑較遜色的「宇通客車」。有關言論是因「新巴士營運模式」生效前，每次抵澳的維澳蓮運新車只見「宇通」卻不見「青年」而漸漸流出。當時亦有傳相關決定是因澳門政府阻撓所致。謠言甚至引起傳媒關注，在報章上大肆報導[34]。事後，維澳蓮運公共運輸公司總經理何雨果解釋，當年曾打算在國外的巴士廠引入低地台巴士(包括小巴)，但因世界各地巴士製造廠不能夠在這麼短的時間內生產這麼多的巴士。當時唯一答應能及時製造的只有中國大陸的巴士製造商。而維澳蓮運選擇了宇通客車，因此投標時，維澳蓮運只能寫上三款符合政府標書內所有要求的標準客車型號，並註明如有更適合澳門的型號，維澳蓮運會向政府申請改車型。知道很大機會中標後，維澳蓮運馬上聯繫了其他中國大陸的車廠，並且打算改為引進青年汽車，並且引進符合歐四排放標準的二踏式7.8米小巴、9.5米中巴及一踏式低地台10.5米大巴。可是經過數個月的研究，最後報告結果顯示，基於各項標準評比下，換車申請不被政府接納。雖然去年9月底有3台青年汽車抵澳，並且一直停放在旅遊塔車場上，但由於仍然未獲政府審批，維澳蓮運明白政府考慮到不能更改合同內容的原則，唯有接受此決定，才購入現時行走的這批宇通小巴[35]，故此青年汽車直至現在仍未能在澳門投入服務，並且一直停放在車場，並在2021年5月進行拆解。
- 維澳蓮運在2012年起，曾與宇通共同開發全球首款ZK6790HG八米低地台小巴，並在2013年1月份於澳門路面進行測試運行，未來甚至計劃推廣至香港、新加坡、歐洲及法國等地使用。在2013年6月亦表示首階段引入三部該款小巴，初步計劃率先在H1路線試行，並稱宇通客車正對該款車作最後測試及微調，預計短期內可投入服務。[36]
- 2013年8月份，維澳蓮運曾計劃購買5部宇通低地台小巴及20部宇通低地台大巴，後因破產取消計劃。
- 維澳蓮運測試原為宇通客車廠向九巴提供的宇通ZK6128HG1歐五全低地台巴士，車長為12米，載客量為75人，並於11月份在3路線試營運，車隊編號為3088。
- 維澳蓮運後勤車隊編號為8001-8016，車種包括電單車、一汽重型貨車及三菱L300小型客貨車。
- 截自2014年6月30日，維澳蓮運共有巴士245部，低地台及無障礙車隊佔35.5%。
  - 低地台巴士：87輛
  - 非低地台巴士：158輛

| 破產前維澳蓮運現役車隊 | 破產前維澳蓮運現役車隊 | 破產前維澳蓮運現役車隊 | 破產前維澳蓮運現役車隊 | 破產前維澳蓮運現役車隊 | 破產前維澳蓮運現役車隊 | 破產前維澳蓮運現役車隊 | 破產前維澳蓮運現役車隊 | 破產前維澳蓮運現役車隊  | 破產前維澳蓮運現役車隊                                 | 破產前維澳蓮運現役車隊                           |
| ---------------------- | ---------------------- | ---------------------- | ---------------------- | ---------------------- | ---------------------- | ---------------------- | ---------------------- | ----------------------- | ------------------------------------------------------ | ------------------------------------------------ |
| 型號                   | 圖片                   | 車種                   | 車隊編號               | 總數                   | 現役量                 | 投入服務年份           | 車長（米）             | 載客量                  | 行走路線                                               | 備註                                             |
| 宇通 ZK6118HGE         |                        | 大巴                   | 3001-3087              | 87                     | 87                     | 2011.8.1               | 10.59                  | 座位:28 企位:40 總︰68  | 1、3、3X、10、10X、30、31、MT1、MT2                    | 設有輪椅設施的低地台巴士；3002原車隊編號為L002。 |
| 宇通 ZK6902HG          |                        | 中巴                   | 2001-2070              | 70                     | 70                     | 2011.8.1               | 9.586                  | 座位:27 企位:39 總︰66  | 3A、10A、10B、11、23、28A、31、50                      | 2001原車隊編號為M001。                           |
| 宇通 ZK6770HG          |                        | 小巴                   | 1001-1088              | 88                     | 88                     | 2011.8.1               | 7.035                  | 座位:18 企位:18 總︰ 36 | 8、8A、18、21A、23、27、28B、28BX、31、35、36、50X、H1 | 1001原車隊編號為S001。                           |

| 維澳蓮運結束營運前退役車隊 | 維澳蓮運結束營運前退役車隊 | 維澳蓮運結束營運前退役車隊 | 維澳蓮運結束營運前退役車隊 | 維澳蓮運結束營運前退役車隊 | 維澳蓮運結束營運前退役車隊 | 維澳蓮運結束營運前退役車隊 | 維澳蓮運結束營運前退役車隊 | 維澳蓮運結束營運前退役車隊 |
| -------------------------- | -------------------------- | -------------------------- | -------------------------- | -------------------------- | -------------------------- | -------------------------- | -------------------------- | --- |
| 型號                       | 車種                       | 車隊編號                   | 總數                       | 投入服務年份               | 車長（米）                 | 載客量                     | 行走路線                   | 備註 |
| 青年 JNP6770GR             | 小巴                       | 沒有編號                   | 1                          | 沒有投入服務               | 7.7                        | 座位:21 企位:20 總︰41     |                            | 歐三排放巴士。2011年11月抵達澳門，未曾在澳門進行載客運營，之前長期停泊在石排灣車場，後改停泊路氹東濫泊車存放場，2020年再改為停放於澳巴北安車場，最終於2021年5月進行拆解。                                                                                              |
| 青年 JNP6930GR             | 中巴                       | 沒有編號                   | 1                          | 沒有投入服務               | 9.38                       | 座位:26 企位:42 總︰68     |                            | 歐三排放巴士。2011年11月抵達澳門，未曾在澳門進行載客運營，之前長期停泊在石排灣車場，後改停泊路氹東濫泊車存放場，2020年再改為停放於澳巴北安車場，最終於2021年5月進行拆解。                                                                                              |
| 青年 JNP6105GR             | 大巴                       | 沒有編號                   | 1                          | 沒有投入服務               | 10.53                      | 座位:28 企位:49 總︰77     |                            | 歐三排放設有輪椅設施的低地台巴士。2011年11月抵達澳門，未曾在澳門進行載客運營，之前長期停泊在石排灣車場，後改停泊路氹東濫泊車存放場，2020年再改為停放於澳巴北安車場，最終於2021年5月進行拆解。                                                                          |
| 宇通 ZK6790HG1             | 小巴                       | 沒有編號                   | 1                          | 沒有投入服務               | 8.15                       | 座位:19 企位:27 總︰46     |                            | 歐五排放低地台巴士，引擎使用進口康明斯。2013年年初抵達澳門，並進行路況測試，但未曾在澳門進行載客運營，後因本車無法行駛8、18及28B路線而退回宇通客車廠。此車設有ECAS系統，，地台高度為34cm 巴士可下降至25.5cm。曾在2014年11月再次抵澳參與澳門車展，並已於2018年2月拆解。 |
| 宇通ZK6128HG1              | 大巴                       | 3088                       | 1                          | 2013年11月份               | 12                         | 座位:35 企位:40 總︰75     | 3                          | 歐五排放低地台巴士。2013年11月份進行載客運營，後退回宇通客車廠。原屬九巴的訂單。 |

## 車隊編號

### 第一代編號
維澳蓮運巴士的車隊編號開頭由英文字母，之後由三位數字構成。
| 字母開頭 | 數字組成 | 代表              | 序號 | 出現時間      |
| -------- | -------- | ----------------- | ---- | ------------- |
| S        | 00×      | Small 意譯為小巴  | S001 | 2011年4月-5月 |
| M        | 00×      | Medium 意譯為中巴 | M001 | 2011年4月-5月 |
| L        | 00×      | Large 意譯為大巴  | L002 | 2011年4月-5月 |

### 第二代編號
維澳蓮運巴士的車隊編號由四位數字構成。
| 編號開頭 | 數字組成 | 代表     | 序號      | 出現時間  |
| -------- | -------- | -------- | --------- | --------- |
| 1        | 0××      | 小巴     | 1001-1088 | 2011年5月 |
| 2        | 0××      | 中巴     | 2001-2070 | 2011年5月 |
| 3        | 0××      | 大巴     | 3001-3088 | 2011年5月 |
| 8        | 0××      | 後勤車隊 | 8001-8016 | 2011年5月 |

## 事故及爭議
- 2011年7月29日，維澳蓮運營運前夕，由於車長不足，令部分車長需要超時工作，其中更有車長表示公司並未有「補水」（超時工作薪金補償），而且遭公司管理層人員出言侮辱，他們表示已經向公司反映有關問題，但卻不得要領，車長一度在澳門旅遊塔聚集，初時一度有逾百名車長參與其中。約下午四時，維澳蓮運總經理何雨果等管理層到場，並與部分車長進行閉門會議，最後，勞資雙方達成共識，車長和平散去。何雨果表示，車長指出「公司未有發放超時工作的補薪」的說法純屬誤會，亦表示會徹查管理層侮辱車長的事件。[45][46]
- 2011年8月初，維澳蓮運營辦初期，接連發生多宗大小事故，引起社會各界人士關注。其中維澳蓮運旗下多輛「宇通」小巴於行駛途中拋錨，需要勞動警察及市民協助推車，事件被目擊市民拍下，在互聯網上引起廣泛討論，有網民引用一內地網站文章，指出內地人稱呼與維澳蓮運同款小巴為「村村通公交」，令人覺得新公司只隨意引入大批落後村巴服務澳門市民致意外頻生[47]。維澳蓮運亦懷疑虛報已聘請員工的數量及經驗不足，令新營運模式推行首天便出現班次大混亂的情況[48][49]。更懷疑未對新員工作出適當培訓，以致出現維澳蓮運車長拒載傷殘乘客及與乘客爭執的事件[50][51]。為此，澳門市民對於新公司的服務大為不滿，形容新公司比以往以服務差劣見稱的澳巴更不濟，更質疑為何澳門交通事務局容許一間新公司以最低的投標價錢投得澳門大部分主要路線[52]，事故發生後又多次包庇維澳蓮運[53]。維澳蓮運事後解釋，由於新巴士來澳後車內電腦未作出適當調校便投入服務，令巴士出現「水土不服」而接連發生拋錨事故，並表示已對有關的巴士作出調校[54]。維澳蓮運亦表示會加強對員工的培訓，以確保巴士服務的質素。
- 2011年8月11日中午，一輛正進行司機培訓的「宇通」小巴（車隊編號：1019），行經路環竹灣馬路時，突然失控撞向山坡，先撞斷路邊一支電線杆，再撞向附近一間渡假屋的圍牆才停下，巴士擋風玻璃破裂飛脫，整車向山坡方向傾側，幸得山坡下樹木承托才未至墮坡。事件再次令市民關注到維澳蓮運旗下小巴的安全性問題。[55]
- 2011年8月27日，有報章揭發維澳蓮運以一萬八千元高薪聘請司機，薪金比賭場荷官更高[56]。自維澳蓮運七月舉辦招聘會成績不理想後，開始以高於其他兩間巴士公司的薪金「挖角」，令兩間巴士公司大為不滿，事件更導致新福利及澳巴先後以勞動市場出現不理性「挖角潮」為由，宣報停止支援維澳蓮運營運的巴士路線[57]。維澳蓮運則表示，高薪「挖角」並非良方，但是目前唯一的解決方法[58]。事件中政府卻表示司機薪酬待遇有改善體現了市場經濟的好處，明顯偏袒維澳蓮運一方[59]。
- 2011年9月1日開學日下午，一輛行駛28A線的「宇通」中巴，從氹仔總站開出時，因燃油耗盡而拋錨，交通警員到場維持秩序並幫忙推車。[60][61]
- 2011年9月16日，有巴士迷乘搭由維澳蓮運營運的50線時，目擊巴士於載客期間公然駛進油站加油，期間更懷疑沒有熄匙，引起網民廣泛討論，其後更受到傳媒關注。傳媒揭發維澳蓮運車廠中沒有專用加油設施，巴士只能在指定油站加油。事後維澳蓮運表示，巴士載同乘客入油屬人為錯誤；至於巴士於入油期間沒有熄匙的問題，維澳蓮運表示會調查是否有司機違規。[62][63]
- 2011年10月4日，一輛行駛1線的巴士，在青洲大馬路與白朗古將軍大馬路交界撞倒一名七旬老翁，老翁雙膝撞傷，送院治理。[64]
- 2011年10月10日，有市民向報章反映，有維澳蓮運司機於載客時忘記停站，乘客提醒後司機才醒覺，竟立即急剎於路中心落客，漠視乘客安全。[65]
- 2011年10月28日，一輛行駛8線的「宇通」小巴（車隊編號：1042），在亞利鴉架街靠站時，突然失控剷上行人路，並撞毀燈柱，事件中無人受傷。[66]
- 2011年12月20日，一輛行駛50線的維澳蓮運中巴（車隊編號：2052），在"亞馬喇前地"總站，與一輛行駛2A路線「五洲龍」澳巴發生輕微擦撞。
- 2011年12月28日，一輛行駛小巴，在北安碼頭前圓形地，與電單車發生碰撞。女司機輕微擦傷。
- 2012年1月22日，一輛行駛28BX線的「宇通」小巴（車隊編號：1021），在友誼大馬路轉入漁翁街時，懷疑因超前與電單車發生碰撞，女司機連人帶車失控倒地，電單車滑前約一米，女騎士則被捲入車底，頭部更被巴士輾過，當場死亡。這是維澳蓮運自去年8月營運以來的首宗致命交通意外。[67][68]
- 2012年1月25日早上，一輛正行駛27線的「宇通」小巴（車隊編號：1055），沿菜園路往勞動節馬路方向行駛，當駛至馬場東大馬路交界時，懷疑一輛運載石油氣貨車衝紅燈，巴士攔腰猛撞石油氣貨車，並將車推撞向路中安全島的花圃石壆始停下。石油氣貨車事後被撞至嚴重變形扭曲，巴士車頭亦嚴重損毀，意外中貨車司機受傷被困車廂，要由消防員救出送院治理，慶幸石油氣貨車上只有一個空的石油氣樽才沒有釀成災難。[69]
- 2012年2月2日，一名正駕駛「宇通」10線巴士前往媽閣的車長，在車廂迫滿乘客，當中亦有長者和孕婦的情況下，公然邊駕駛邊大聲地使用手提電話，即使乘客先後兩次要求司機停止危險駕駛行為，司機也不作理會。[70]
- 2012年2月3日中午12時20分左右，一輛行駛1線的「宇通」大巴，正沿河邊新街往媽閣廟方向行駛，期間懷疑因閃避一輛由鹹魚街駛出的小型貨車，剎車時，車廂猛烈搖晃導致一名女乘客不幸撞傷頭部，女乘客需接受深切治療，情況嚴重。事主親屬於3月6日致電電台，指事主只能間中辨認親人，亦需要以輪椅代步。
- 2012年2月11日下午約5時，一輛正行駛18線的「宇通」小巴（車隊編號：1058），在駛經連勝馬路與渡船街交界十字路口時，疑機件發生故障致巴士死火堵塞路中，由於現場屬狹窄單行車道，壞車導致附近多條道路包括鏡湖馬路、渡船街、連勝街以至沙欄仔街一帶的交通嚴重擠塞。事件擾攘十多分鐘，壞車終由維澳蓮運派員到場搶修及駛走。[71]
- 2012年2月12日下午六時半，一長者乘搭維澳蓮運巴士在美高梅金殿站緩慢下車，鑑於禮讓長者是美德，所以後方乘客沒有催促。但正當後方乘客待長者下車後欲下車時，車門突然關上，夾住其身體，遂立即喝令巴士司機開門，但司機開門後，立即將車門關上，令其不能下車。乘客與巴士司機理論，巴士司機反指乘客下車太慢，讀者至總站向站長投訴，但有關巴士司機拒不認錯。[72]
- 2012年2月16日早上，一輛行駛3線的維澳蓮運巴士正停靠新馬路巴士站，由於屬繁忙時段，車內人多擠逼，期間有一名女子甫上車，司機即關上車門，卻將該女子的手袋夾在車門外，事主要求司機開門以取回手袋，竟反遭車長指責。[73]
- 2012年2月19日下午，一輛10B線的「宇通」中巴（車隊編號：2022）駛至祐漢市場街巴士站，雖然司機已開啟車門，但巴士仍以高速行駛，變相飛站，巴士站的候車乘客最後因為追不上巴士而放棄登車。該車及後駛至長壽馬路巴士站，即使有3名乘客已預先按下落車鐘，巴士亦沒有停下，經乘客指責後，司機才將巴士停在坊眾學校門口，讓乘客下車，但第一位乘客甫下車，巴士突然再次開動，一位要下車的老人及時「跳車」，沒人受傷。
- 2012年2月20日早上，一輛「宇通」大巴（車隊編號：3012）沿漁翁街由海景豪園向慕拉士大馬路方向行駛，當駛至漁翁街與慕拉士大馬路交界時，一輛重型電單車由漁翁街左轉入慕拉士大馬路，懷疑女騎士沒有按交通指示行車，與巴士發生輕微碰撞。女騎士僅手腳擦傷，拒絕送院，現場交通一度受阻。[74]
- 2012年2月23日下午2時02分，一輛行駛30線的維澳蓮運大巴（車隊編號：3051）行駛至近"海灣花園"巴士站，司機駕駛室旁的一條以黑色塑膠包裹著的垂直扶手，突然整支飛脫，幸好車內乘客不是太多，沒有擊中乘客。發生事件後數天，維澳蓮運大巴（車隊編號：3085）不知為何，司機駕駛室旁的黑色塑膠包裹著的垂直扶手不見了，而維澳蓮運大巴（車隊編號：3051）卻看見司機駕駛室旁的黑色塑膠包裹著的垂直扶手。
- 2012年2月24日早上約9時30分，一輛23線的「宇通」小巴正沿南灣大馬路前往區華利前地，當駛至舊初級法院大樓對出交通燈，撞倒一名年約80歲正橫過馬路的老翁，老翁延至翌日凌晨一時傷重不治。[75][76]
- 2012年2月26日清晨，一輛「宇通」8線小巴（車隊編號：1029）正停靠提督馬路／雅廉訪巴士站，車長在關門時夾傷一名正在下車的91歲婆婆，婆婆手部受傷，由救護車送院治理。[77]
- 2012年3月5日接近中午12時，一輛行駛3線的「宇通」大巴（車隊編號：3048）正停靠北京街／假日酒店巴士站，一名82歲老婦在步下巴士之時遭巴士後輪輾過雙腿。治安警察局稱，事發時這名老婦在新口岸北京街站下車，懷疑老婦仍未完全下車，司機已經開車，令老婦失足墜地，並被巴士後輪輾過雙腿，身受重傷，事後需要截肢。事件引起澳門社會極大迴響，不少市民致電電台，要求政府處罰維澳蓮運，改善司機工作態度，又建議加設車務員以及改善車款設計，以方便乘客上落；交通事務局亦公開要求維澳蓮運改善車款設計。[78]
- 2012年3月14日接近下午1時，一輛「宇通」大巴由關閘橫路右轉入巴波沙大馬路，撞到路邊的欄杆。[來源請求]
- 2012年3月22日早上7時許，一輛行駛30線的「宇通」大巴（車隊編號：3021）在羅理基博士大馬路東方拱門迴旋處與的士相撞，巴士的右後輪更意外卡住的士的左前輪，交通警員到場處理，意外中無人受傷，現場交通一度受阻。[79]
- 2012年3月24日下午，一輛行駛35線的「宇通」小巴（車隊編號：1076）在駛至氹仔盧廉若馬路盈翠山莊近盧廉若／葡京花園巴士站時，突然失控衝向路邊山坡，幸山坡有鐵絲網及樹木阻隔，巴士才不致衝下山坡。
- 2012年3月31日晚上11時許，一輛「宇通」10B線中巴（車隊編號：2044）駛至新口岸綜藝館時，突然失控衝上行人路，撞毀一塊「畢仕達大馬路」路牌方停下，意外中巴士司機受傷。
- 2012年4月5日下午，一輛行駛50線的「宇通」中巴（車隊編號：2050）駛經路氹邊檢大樓對出的蓮花路時，懷疑司機未有留意右方行車線，巴士轉線時意外撞到停泊在路旁的警車，警車倒後鏡被撞斷，車門凹陷，意外中無人受傷。[80]
- 2012年4月10日一輛11號線巴士在澳大後山發生故障，現場路面交通受阻。[來源請求]
- 2012年4月12日下午4時，維澳蓮運由氹仔回程澳門方向的11路線（車隊編號：2005）中巴，懷疑未有按地面行車線進入亞馬喇前地站，撞倒左方一輛電單車。[來源請求]
- 2012年4月12日晚上約10時，一輛行駛3線的「宇通」維澳蓮運大巴（車隊編號：3040）於約翰四世大馬路近葡文學校的巴士站駛出站時急煞，導致一名4歲女童頭部受傷，頭部需要縫針。[81]
- 2012年4月24日下午一時許，一輛MP-58-XX號維澳蓮運巴士與一輛輕型電單車一同經黑沙環新街行駛，當兩車駛至黑沙環新街與涌河新街交界時，懷疑有車切線發生碰撞，巴士和電單車輕微損毀，年約四十餘歲的電單車女司機倒地受傷。有人見狀報警求助，交通警員到場處理，傷者被送院治理後已出院。[82]
- 2012年5月18日下午一時，六十餘歲的男巴士司機駕駛維澳蓮運3A中巴（車隊編號: 2058）在馬場北大馬路巴士站靠站，廿二歲的男騎士駕駛重型電單車懷疑車速過高和跟車太貼，加上天雨路滑，男騎士駕駛電單車收掣不及，車頭撞向巴士右邊車尾，導致電單車車頭損毀，巴士右邊車尾凹陷，男騎士連人帶車倒地，嘴角和手部撞傷。交通警員和消防救護員接報到場處理意外，男騎士由救護車送往鏡湖醫院治理。[83]
- 2012年6月4日早上10時30分左右，一名62歲長者懷疑被維澳蓮運小巴車門夾傷，後被送往山頂醫院治理。巴士司機聲稱，在乘客上車後，才把門關上，車門並沒有接觸到乘客。治安警察局聲稱，一名62歲女長者在提督馬路／雅廉房巴士站乘坐8A巴士（車隊編號: 1042），懷疑被車門夾傷。[84]
- 2012年6月4日中午十二時許，五十餘歲男司機駕駛28B維澳蓮運巴士（車隊編號: 1078）沿風順堂街駛入風順堂街及鵝眉街交界時，懷疑有車不讓先，巴士撞及前面行駛的一輛七人車尾部，由於衝力強大，巴士剷上行人路，撞毀欄杆始停下，更險衝入現場一間咖啡室，使店主和顧客都受到不同程度的驚嚇。意外導致巴士左邊車頭凹陷、車身玻璃碎裂，私家車尾防撞欄則被撞甩，碎片遍地。幸當時行人路沒有途人，否則後果堪虞。巴士司機和七人車女司機及乘客沒有受傷，意外原因待查。[85]
- 2012年6月13日，一輛維澳蓮運巴士在新馬路發生撞牆交通意外後不顧而去。肇事巴士左側車身下車門上方玻璃碎裂形成大洞，內部物料外露，若乘客從此門下車，無疑構成危險。[86]
- 2012年6月15日中午11時50分，一輛維澳蓮運10B路線宇通中巴（車隊編號：2028）沿羅理基博士大馬路行駛期間，左邊車頭撞到鐵柱，輕微損毀。肇事司機報稱當時沒有留意路邊有鐵柱。[87]
- 2012年6月30日 ，有讀者乘搭維澳蓮運巴士由澳門市區到氹仔市區，當時車上乘客不多，讀者到站時，尾隨前方乘客下車。但正在下車時，巴士司機已急忙關上車門。幸讀者年輕力壯，立即躍下巴士，才沒有被巴士車門夾着或絆倒地上。[88]
- 2012年7月4日 下午4時，一輛維澳蓮運巴士在八角亭靠站，一名女子抱着男童上巴士，車門疑突然關閉，撞及男童頭部，男童受傷。[89]
- 2012年7月5日 一輛維澳蓮運巴士在十六浦失控，撞傷途人更衝上行人路。[90]
- 2012年7月11日 一輛維澳蓮運巴士在白朗古將軍馬路出提督馬路，撞倒前方一部電單車，電單車司機受傷。[91]
- 2012年7月15日 有居民乘搭維澳蓮運巴士，當時車上乘客多，一名長者如常按鈴提示下車，未幾巴士靠站，但開門不消一會兒便關門及開車，該名長者險被飛出馬路，幸而及時握着扶手。[92]
- 2012年7月29日六時許，一輛正行駛27路線的維澳蓮運小巴（車隊編號：1003）於關閘廣場地下巴士總站行駛期間，一年約四十歲男子疑突然橫過斑馬線馬路，司機收掣不及撞到男子，男子暈倒地上，肇事巴士車頭擋風玻璃碎裂，有人見狀報警。受傷男子卅六歲，外僱，由救護員送院治理，治安警向巴士司機了解事發經過，意外起因待查。男子現時情況不樂觀，腦震盪昏迷中，經過幾天的搶救，男子最終因傷勢過重，延至2012年8月3日下午不治。[93]
- 2012年9月14日，一輛正行駛35路線的維澳蓮運小巴，氹仔柯維納馬路賽馬會對開，撞向輕軌站地盤外的圍板，車頭損毀非常嚴重。[94]
- 2012年10月14日有居民傍晚乘搭維澳蓮運巴士到新馬路下車，當排隊下車時，司機竟突然關門並開車前行，居民不慎跌倒車廂幸無受傷，其他乘客喝停司機。[95]
- 2012年11月5日1時10分，一輛私家車沿友誼大馬路往漁翁街時，途經雷達站懷疑高速越線，撞向對面正收車回廠的巴士（車隊編號：3019），導致巴士失控撞欄，私家車車頭撞至嚴重損毀，車上2名後座女乘客，其中1人送院途中不治，1人輕傷，21歲女司機重傷往醫院搶救，在傍晚6時不治。
- 2012年11月15日，網上流傳一張懷疑維澳蓮運司機打乘客的相片，說明聲稱︰「在15日上午8時半左右，有乘客乘坐3A路線巴士時，詢問司機巴士是否到達關閘，但司機不作理會。當乘客再問，司機回應︰『你不懂得看嗎？』後來乘客與司機吵架，其中一方更揚言要動手打人，後來另一位乘客出言批評司機態度惡劣，巴士抵達巴士總站時，司機動手與該兩名乘客打鬥。交通事務局稱，高度關注網上流傳一宗涉及維澳蓮運司機與乘客爭執，繼而打鬥的事件，已責成維澳蓮運嚴正查明事件的發生原因及經過，提交調查報告。當局讉責有關暴力行為，會對可歸責的個案追究處理。

交通事務局稱，巴士司機作為公共運輸服務行業的一員，必須以禮待客，巴士公司亦有責任加強人員培訓，提升司機的服務質素和態度，強調政府絕不姑息任何暴力行為，重申會繼續做好各項監督工作。
而維澳蓮運回應指，絕不容許任何暴力行為公司亦已就事件展開調查，有關車長因違反公司守則已被停職查辦，而且向受傷乘客及受影響人士致歉。
- 2013年1月3日6時30分，54歲的電單車駕駛者駕駛電單車沿俾利喇街往黑沙環，至雅廉訪路口交通燈停車等候轉燈，當當綠燈亮起，死者啟動電單車行駛，在路口先與另一部電單車發生輕微碰撞並即時失去平衡人仰車翻，與此同時，相鄰行車線的維澳蓮運18路線巴士尾隨急煞但收掣不及，被巴士輾過捲入車底，頭部爆裂，送院途中死亡。肇事巴士司機通過酒精測試，事件中另1架電單車不顧而去，但及後証明沒有該電單車出現過。
- 2013年2月10日下午3時，一輛維澳蓮運小巴(車隊編號:1027)，行駛至羅理基博士大馬路近皇家金堡酒店時突然冒煙並發出燒焦氣味，無人受傷，現場交通因此次事故受阻。

- 2013年11月15日早上上班時段，一輛3線的維澳蓮運巴士(車隊編號:2037)，於殷皇子馬路巴士站，由於屬繁忙時段，車內人多擠逼，一名乘客早已在新馬路站按鐘示意於此站下車，但由於車內人多擠迫，乘客還未趕及至下車口，司機已關上車門，乘客馬上高聲示意下車，引來車上乘客注意，司機卻佯裝聽不到，將車門關上。乘客繼續高聲示意尚未下車，司機卻緩慢地駛出巴士站，繼續駛至下一站方再停下。

## 市民訴求
在2012年5月1日，遊行訴求之一是不滿維澳蓮運的服務質素差劣以致經常發生意外，為首次針對巴士公司的遊行示威活動。

## 圖片集

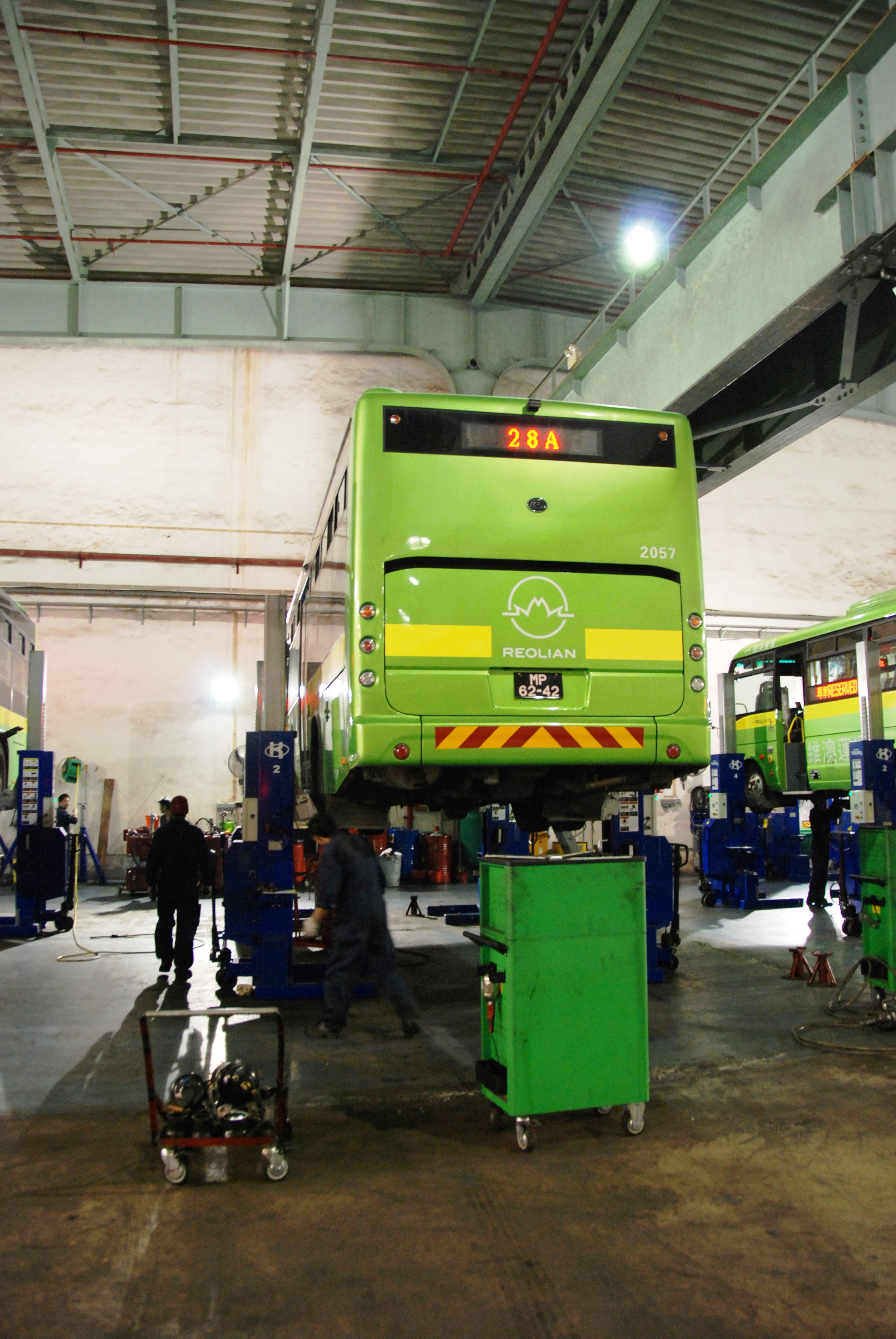
維澳蓮運位於氹仔北安的維修中心
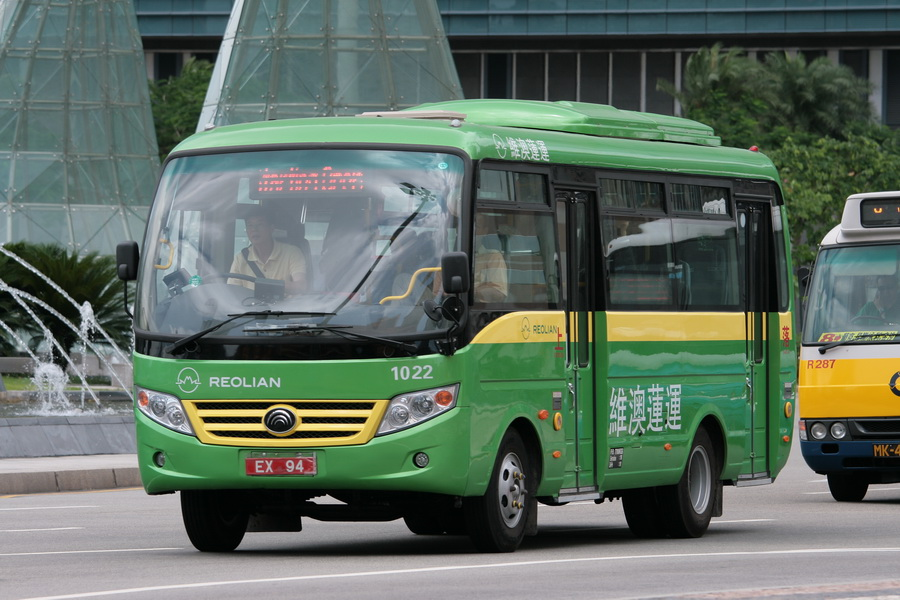
仍只有試車牌照的宇通小巴
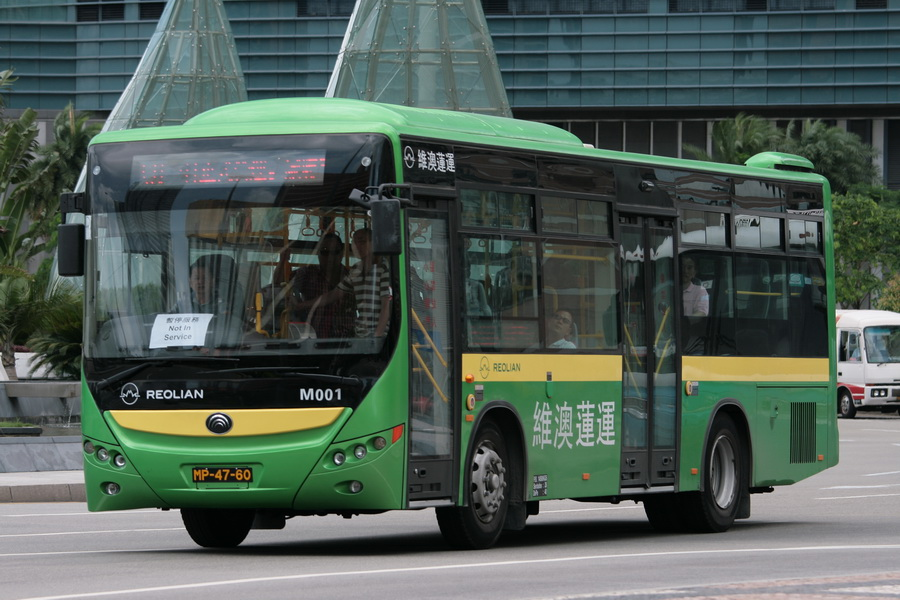
維澳蓮運首部引進的的宇通中巴，最初以M開頭定編。
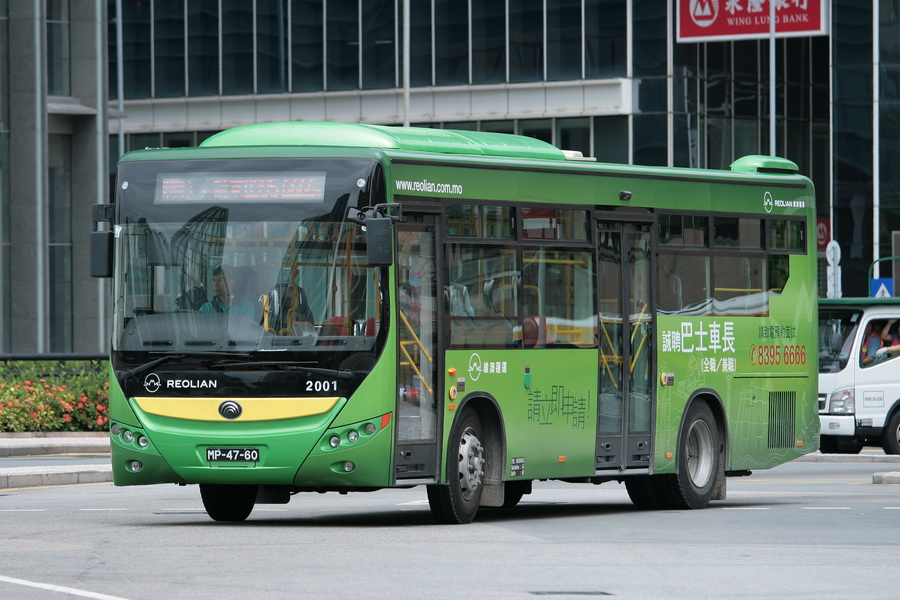
維澳蓮運首部引進的的宇通中巴，車隊編號由M001改為2001。
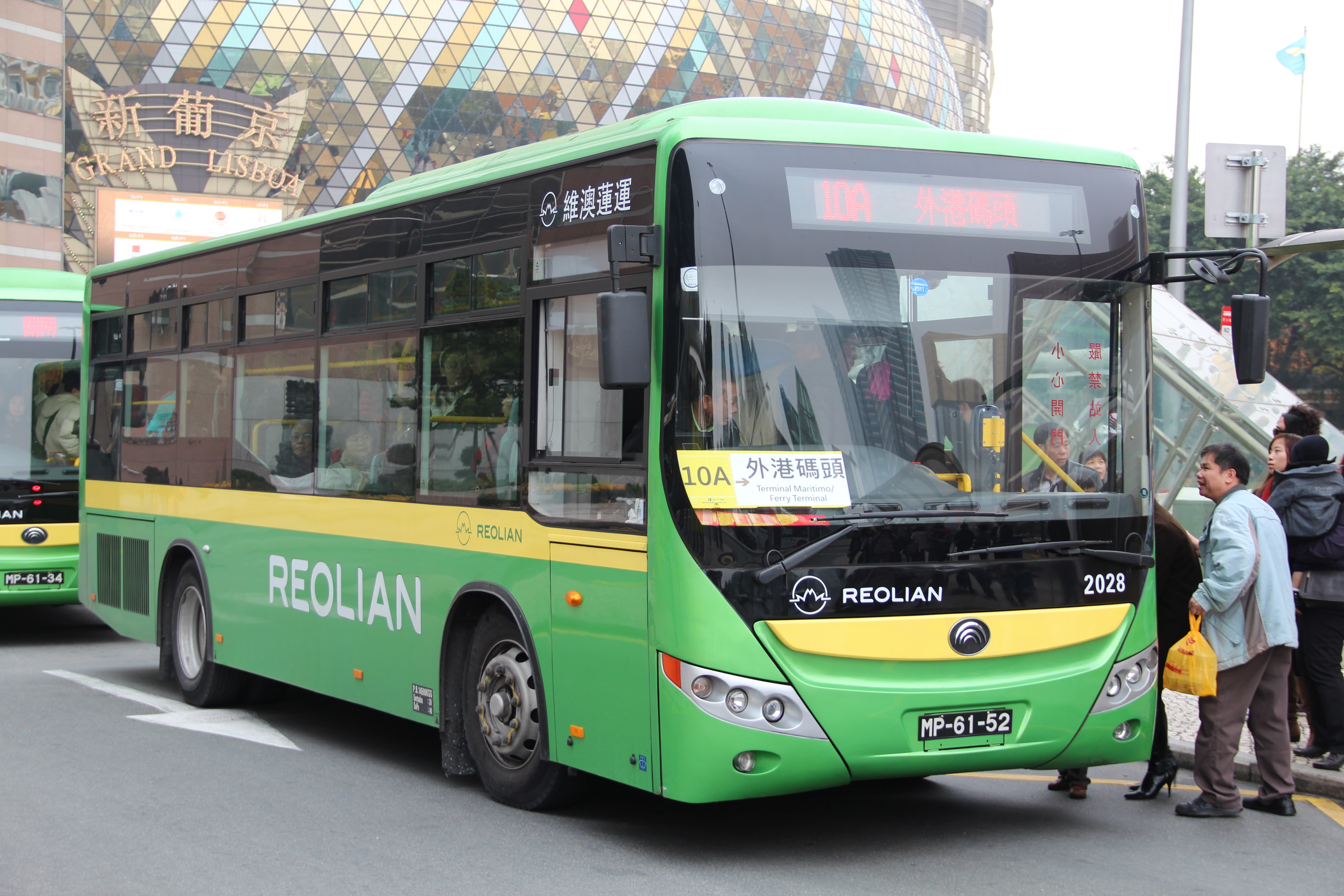
維澳蓮運使用的中巴－宇通ZK6902HG
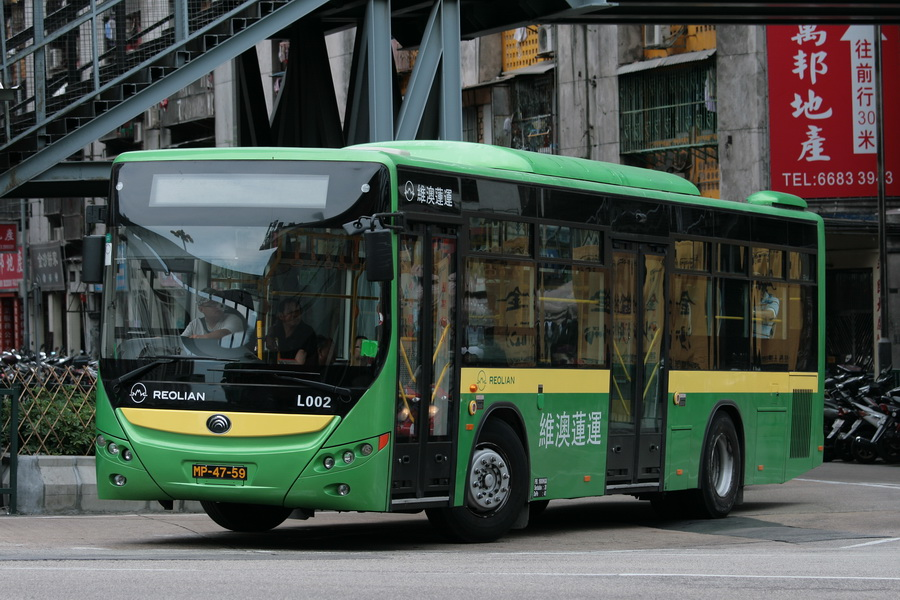
維澳蓮運大巴車隊編號最初以L開頭定編。
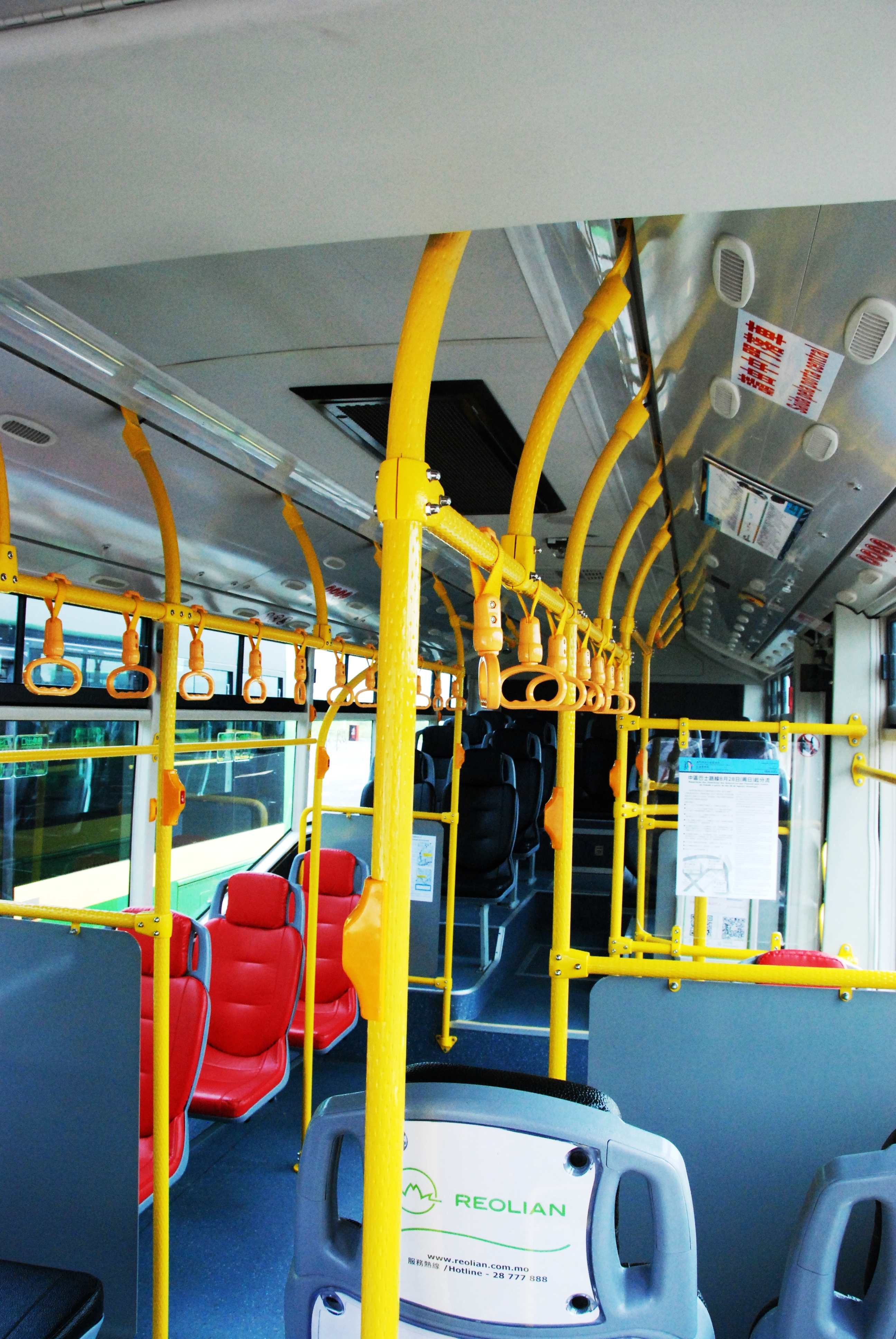
宇通ZK6902HG中巴車廂

## 法律訴訟
維澳蓮運在破產和結束營運後，與特區政府引起多次訴訟，唯多次訴訟中判政府或該公司勝訴，直到2021年5月7日，終審法院雖得到裁決，但唯資產管理人不服向行政法院提出司法覆核後敗訴，再上訴到中級法院，及後中級法院發回行政法院重審。

## 備註
1. ↑  全稱威立雅交通-巴黎大眾運輸中國有限公司（Veolia Transport RATP Asia,簡稱VTRA）[9]
2. ↑  為澳門市花[12]

## 外部連結
- 維澳蓮運官方網站／FB專頁
- 澳門特別行政區政府交通事務局